# Camptogramma
Camptogramma is een geslacht van vlinders uit de familie van de spanners (Geometridae).

## Soorten
- Camptogramma bilineata

(Linnaeus, 1758) - gestreepte goudspanner
- Camptogramma bistrigata (Treitschke, 1828)
- Camptogramma grisescens (Staudinger, 1892)
- Camptogramma scripturata (Hübner, 1799)